# Körpersozialisation
Körpersozialisation beschreibt den Prozess der Anpassung an und der Aneignung von gesellschaftlichen sozialen Normen (Sozialisation) durch den Menschen, welche über und durch den menschlichen Körper geschieht. Die Interaktion von menschlichen Körpern und der menschliche Körper an sich spielen in verschiedenen soziologischen Theorien eine Rolle. Besondere Beachtung findet Körpersozialisation im Bereich der Körpersoziologie.

## Körper und Sozialisation
Der Soziologe Robert Gugutzer schreibt zur Rolle des menschlichen Körpers bei Sozialisation: „Der menschliche Körper ist ein durch und durch soziales Phänomen: Was auch immer Menschen mit ihrem Körper tun, welche Einstellung sie zu und welches Wissen sie von ihm haben, ist geprägt von der Kultur, Gesellschaft und Epoche, in der diese Körperpraktiken, -vorstellungen und -bewertungen auftreten.“
Der menschliche Körper ist laut Gugutzer also kein „natürliches“ Produkt der Biologie, sondern ein „soziales Phänomen“, welches durch Sozialisation geformt wird.
Gerade für die sozialwissenschaftliche Analyse ist der Körper grundlegend, da, so der Soziologe Thomas Alkemeyer „Die Bewegung des Körpers (…) als die kleinste Einheit der sozialwissenschaftlichen Analyse Verstanden werden [kann]“.

## Bestandsaufnahme der aktuellen Debatte um Körpersozialisation
Als Bestandsaufnahme der aktuellen Debatte um und über Körpersozialisation und sozialisierte Körper fasst der Soziologe Uwe H. Bittlingmayer zusammen: „[Dass] (…) in den letzten Jahren zunehmend körpertheoretisch fundierte Studien vorgelegt worden [sind], die sich entweder in Auseinandersetzung mit soziologischen Klassikern (vor allem Norbert Elias, Michel Foucault, Pierre Bourdieu, Erving Goffman und Harold Garfinkel), der neueren Gendertheorie von Judith Butler und Nancy Fraser oder schließlich in Auseinandersetzung mit den sozialantropologischen Studien von Helmuth Plessner, Peter L. Berger und Thomas Luckmann um ein Verständnis darum bemühen, welche sozialen Standardisierungsprozesse, normativen Manipulationsformen und performativen Spielräume aktuelle individuelle Körperlichkeit erfährt.“
Thomas Alkemeyer fasst über die Beschreibung von Bewegung des Körpers und die Interaktion von Körpern innerhalb einer körperbezogenen (Sozialisations-)Debatte zusammen: „Die soziale Modellierung der Bewegung ist aus historisch-antropologischer und (körper-) soziologischer Perspektive nicht nur als eine Technisierung (Marcel Mauss, Leontjew), Normierung und Regulierung (Simmel), sondern auch als eine Zivilisierung (Elias) und Disziplinierung (Foucault) beschrieben worden.“

## Weitergabe von gesellschaftlichen Strukturen über die Sozialisation von Körpern
Laut dem französischen Soziologen Marcel Mauss bildet sich über Interaktion eine „soziale Motorik“ aus, anhand derer sich Schicht- und Gesellschaftszugehörigkeit erkennen lässt. Dabei findet eine Formung und Prägung des Körpers „durch materielle Kultur“ wie Techniken, Werkzeugen und Handlungen statt.
Laut Mauss wirkt sich dabei die Sozialisation der körperlichen Haltung auf die Psyche, die Motorik und auf Sichtweisen aus.
Der Soziologe und Philosoph Pierre Bourdieu beschreibt Körpersozialisation in seiner Habitustheorie.
Bourdieu schreibt von einer „Stillen Pädagogik“ über welche Sozialisation im Verborgenen stattfindet.
Er beschreibt, wie „Über stumme, gestische und körperliche Prozesse (...) implizite Einstellungen, Werte, Kosmologien eben nicht explizit zum Gegenstand von Lern- oder Sozialisationsprozessen gemacht, sondern implizit übertragen“ werden.
Über diese „mehr oder weniger stumme und implizite körperliche Pädagogik“ ist es laut Bourdieu möglich, über eine Sozialisation des Körpers und seiner Interaktionen „eine komplette Kosmologie, Ethik, Methaphysik und Politik (…) beizubringen“. Er geht davon aus, dass Körper über Interaktion geformt werden. Dabei ist der „Laib (…) eine Art Gedächtnisstütze“.
Der Körper spielt also in Bourdieus Konzept von Strukturvermittlung (seiner Habitustheorie) eine grundlegende Rolle, da „In der Soziologie Bourdieus (…) die körperliche Dimension von Sozialisationsprozessen (…) in den Mittelpunkt gestellt [wird].“

### Durch Körpersozialisation reproduzierte soziale Ungleichheit
Sowohl in Beiträgen der aktuellen Gendertheorie als auch in Pierre Bourdieu Habitustheorie wird explizit die Reproduktion von sozialer Ungleichheit über Körpersozialisation thematisiert. Pierre
Bourdieu beschreibt dazu sozialklassenspezifische Körperkonzepte, in der Gender-Debatte wird darauf eingegangen, inwieweit Körper geschlechts- beziehungsweise genderspezifisch sozialisiert werden.

#### Reproduktion von (Sozial-) klassenspezifischen Körperkonzepten
Pierre Bourdieu geht davon aus, dass über den Körper gesellschaftliche Strukturierungs-Strukturen aufgenommen und so
manifestiert werden. Laut Bourdieu werden über die Sozialisation des Körpers so gesellschaftliche Strukturen und explizit auch soziale Ungleichheit weitergegeben.
So schreibt Uwe H. Bittlingmayer, dass Bourdieu „Auf der Grundlage von Daten aus den sechziger und siebziger Jahren(...) zeigen [konnte], dass die beherrschte Klasse ein auf Stärke bezogenes Körperkonzept favorisiert“, weiter stellt Bittlingmayer fest, dass „die Bourdieuische ungleichheitsorientierte Körpersoziologie, die einen stark herrschaftstheoretischen wie auch probabilistischen Zusammenhang zwischen der Position eines sozialen Akteurs und seiner Körperkonzepte annimmt“, davon ausgeht, dass Ungleichheit nicht nur Ausdruck in unterschiedlichen Körperkonzepten findet, sondern auch über diese reproduziert wird.
Laut der Soziologin Paula-Irene Villa ist „(...) die leibliche Ebene unserer soziostrukturellen Verortung etwa in Ungleichslagen wie Klasse und Geschlecht wesentlich dafür, dass wir einen „sozialen Sinn“ (Pierre Bourdieu) entfalten, ein gewissermaßen intuitives Gefühl, für unsere soziale Stellung im gesellschaftlichen Gefüge.“
Auch andere Soziologen betonen die Rolle von bestimmten Körperkonzepten bei der Weitergabe von Sozialisationsmustern. So schreibt Alkemeyer über Disziplinierung über und Reproduktion von Körperbildern im Dritten Reich: „Körperbilder und Metaphern spannen Sinnlichkeit und Emotionalität in politische Prozesse ein und sind geeignet, unbewusste Sinninhalte zu aktivieren“. So wurde laut ihm auch im NS-Regime „des Kults um den sportlich trainierten Männerkörper“ gehuldigt, um im Sinne des Regimes „Stimmungen und Sehnsüchte hervorzurufen.“
Gesellschaftliche Strukturen (Denk-,Wahrnehmungs- und Handlungsmuster) werden also über den menschlichen Körper und seine Metaphern sowohl manifestiert als auch über die Interaktion sozialisierter Körper reproduziert.

#### Geschlechts- und genderspezifische Körpersozialisation
In der Gender-Debatte spielt eine geschlechtsspezifische Körpersozialisation eine wichtige Rolle, weil, so stellt der Sportwissenschaftler Jürgen Baur fest, „das Geschlecht eine der ersten und zweifellos eine der grundlegenden biosozialen Differenzierungskategorien darstellt“ und „auch Lebensläufe und Körperkarrieren geschlechtstypisch ausgelegt“ werden. Es findet also eine gender-spezifische Körpersozialisation statt.
Grundlegend für die Weitergabe von (Gender-)Strukturen ist, laut der Soziologin Regine Gildemeister, die Wahrnehmung und Interaktion von Körpern. Dazu schreibt Gildemeister, dass „Im Alltag, (...) [die] Identifikation des Anderen als „weiblich“ oder „männlich“ nicht auf Physiologie, Hormone und/oder Chromosome rekurriert, sondern auf Darstellungsleistungen und Interpretationen dieser Darstellungen in Interaktionen“ beruht (siehe auch doing Gender).
Gestützt wird diese These der Rolle von Körperinteraktion bei Sozialisation auch mit Bourdieu, der, wie der Soziologe Uwe H. Bittlingmayer feststellt, davon ausgeht, dass Körper „nicht im Sinne einer unproblematischen Existenz, eines physischen Körpers im Raum-Zeit-Gefüge einfach da, sondern körperlicher Ausdruck, körperliche Form, Haltung, Maße etc. sind“.

### Kritik an Bourdieus Konzept von Körpersozialisation
Pierre Bourdieus Konzept von Körpersozialisation sowie der Weitergabe gesellschaftlicher Strukturen in seiner Habitustheorie werden kritisiert. So stellt der Philosoph und Soziologe Stephen Turner fest, dass Körpersozialisation im Sinne Bourdieus für die Sozialisationsforschung wichtige Fragen nicht beantwortet.
Er fragt „How do presuppositions or practices get implanted, if this is the right methaphor, how do they get wherever they go in a person, and where do they go? (...) and in what form are they sent?“ (Ubersetzung: „Wie werden Muster und Praktiken aufgenommen, wenn das die richtige Methapher ist, wie kommen sie, wohin auch immer das sein mag, in eine Person und wo gehen sie dort hin? (...)und in welcher Form werden sie übertragen?“)
Weiter unterstellt Turner logische Inkonsistenz, da er der Meinung ist, dass die von Bourdieu beschriebene verborgene Weitergabe („Stille Pädagogik“) von Vorannahmen und Mustern nicht möglich ist, ohne diese in offenkundiges Verhalten umzusetzen. Laut Turner muss diese Interaktion also jenseits eines Verborgenseins stattfinden, da die Weitergabe von Mustern auf gegenseitigem Wahrnehmen beruht.

## Neurobiologische Aspekte von Körpersozialisation
Laut Robert Schmidt erfährt die Diskussion über Körpersozialisation neue Impulse durch aktuelle Erkenntnisse aus der Neurobiologie. Er führt an, dass gerade die von Bourdieu vorgebrachten Überlegungen zu unbewusster Sozialisation über Körperinteraktion, also unbewusster Interaktion, von aktuellen Forschungsergebnissen zu Spiegelneuronen untermauert wird.